# Nylandsbrigaden
Nylandsbrigaden var ett infanteriförband inom svenska armén som verkade i olika former åren 1791–1809. Förbandet var indelt och rekryterade i huvudsak sitt manskap från Nyland, Finland.

## Historik
År 1791 bildades brigaden genom att Nylands infanteriregemente tillsammans med Nylands lätta dragonkår samt Nylands jägarbataljon sammanfördes till en brigad. Brigaden deltog i Finska kriget, men kom tillsammans med de ingående förbanden att upplösas genom Hans Henrik Gripenbergs kapitulation till Ryssland i Kalix den 23 mars 1809.

## Ingående enheter
- Nylands infanteriregemente
- Nylands lätta dragonkår
- Nylands jägarbataljon

## Förbandschefer
- 1791–1795: Fabian Wrede
- 1795–1809: Wilhelm Mauritz Klingspor

## Namn, beteckning och förläggningsort
| Nylandsbrigaden | 1791-??-?? | – | 1809-03-23 |

| Lohjo Malm    | ????-??-?? | – | ????-??-?? |
| Helsinge Malm | ????-??-?? | – | ????-??-?? |